# Bohatkowce
Bohatkowce (ukr. Багатківці, Bahatkiwci) – wieś na Ukrainie w rejonie tarnopolskim należącym do obwodu tarnopolskiego, położona nad rzeką Strypa. 
W II Rzeczypospolitej wieś w powiecie podhajeckim województwa tarnopolskiego.
W lutym 1944 r. nacjonaliści ukraińscy z OUN-UPA zamordowali tutaj 21 Polaków.
Częścią wsi jest dawniej samodzielna wieś Wola Gołuchowska.
Do 2020 w rejonie trembowelskim.
1. ↑  Henryk Komański, Szczepan Siekierka, Ludobójstwo dokonane przez nacjonalistów ukraińskich na Polakach w województwie tarnopolskim 1939–1946, wyd. 2, Wrocław: Nortom, 2006, s. 254, ISBN 83-89684-61-6, ISBN 978-83-89684-61-5, OCLC 156875487.
2. ↑  Постанова Верховної Ради України від 17 липня 2020 року № 807-IX "Про утворення та ліквідацію районів" [online], Офіційний вебпортал парламенту України [dostęp 2023-03-12] (ukr.).